# Jorge Lepra

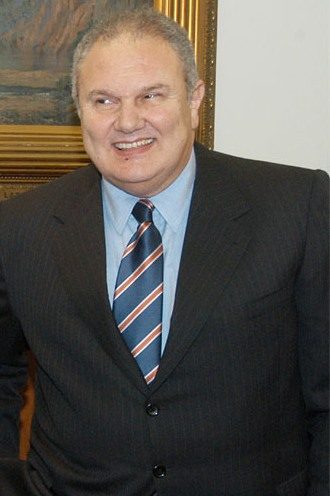
Jorge Lepra (2005)

Jorge Alberto Lepra Loiodice (* 4. September 1942; † 4. Januar 2016 in Montevideo) war ein uruguayischer Politiker und Diplomat.
Jorge Lepra studierte 1963 an der rechts- und sozialwissenschaftlichen Fakultät ("Facultad de Derecho y Ciencias Sociales") der Universidad de la República. Er nahm, nachdem er von 1962 bis 1964 in einer Werbeagentur gearbeitet hatte, 1965 eine berufliche Tätigkeit bei Texaco Uruguay S.A. auf. Dort durchlief er verschiedene Karrierestufen und bekleidete von 1989 bis 1990 schließlich die Position des Generalmanagers. Von 1991 bis 1993 war er Exekutiv-Vizepräsident von Texaco Uruguay y Argentina. Dieselbe Stellung hatte er von 1992 bis 2002 bei Texaco Uruguay S.A. und 2003 bei Texaco Uruguay y Paraguay S.A. inne. Von 1995 bis 1998 war er zudem Vizepräsident des Club Atlético Peñarol.
Lepra war vom 1. März 2005 bis zum 3. März 2008 in der Regierung von Tabaré Vázquez Minister für Industrie, Energie und Bergbau. 2008 wurde er zum Botschafter Uruguays in Frankreich bestellt. Das Amt übte er bis 2010 aus. Anschließend war er bis 2012 General-Manager der Fluggesellschaft Pluna.
Lepra war mit María Elena Oliver verheiratet und Vater von vier Kindern. Er starb im Sanatorio Americano an den Folgen einer Herzerkrankung, deretwegen er sich dort seit Oktober 2015 in stationärer Behandlung befand.